# Le Drenche

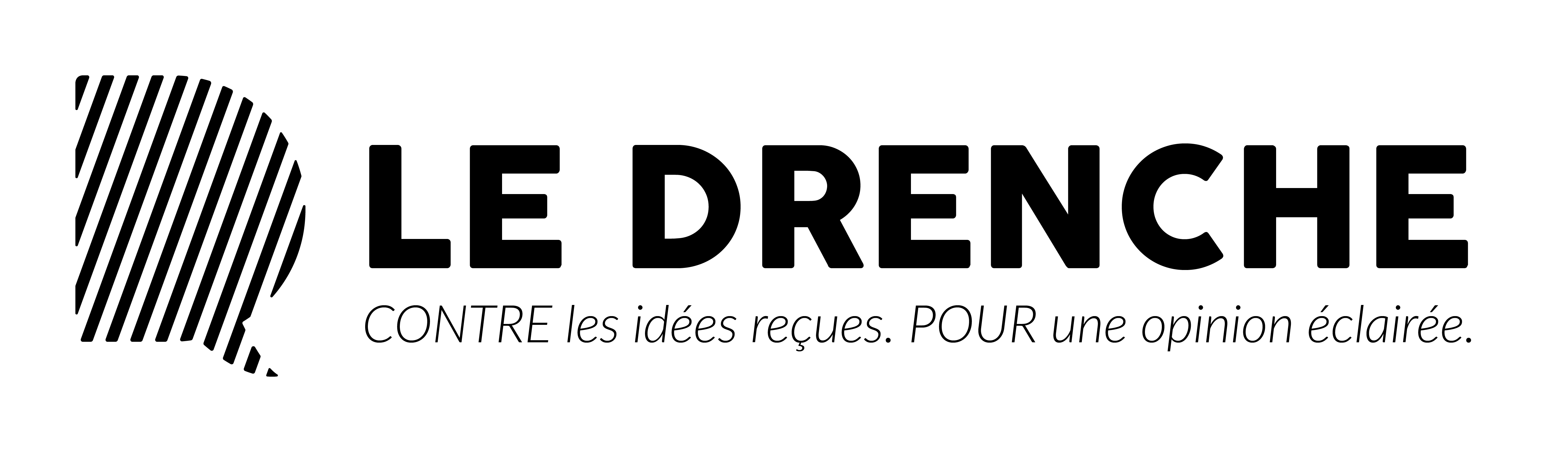
Fig. 1 Logo del diari Le Drenche

Le Drenche és un diari en format internet i en paper distribuït gratuïtament a França. Aquesta publicació és editada per la societat Le Drenche, una empresa que es basa en economia social i solidària, i considerada de vessant tecnològic amb un caire cívic o social. Le Drenche va ser creada l'ant 2015 per dos enginyers ː Florent Guignard i Antoine Dujardin. El 2019 tenia una tirada de 100,000 exemplars. Primerament va veure la llum en versió internet i l'octubre del 2016 va aparèixer la versió en paper. Aquesta versió impresa es distribueix de franc a 70 indrets d'estudiants de la regió de París anomenada Illa de França. El concepte principal de Le drenche és crear debat de diferents temes tot proposant dues tribunes ː una a favor i una altra en contra. L'objectiu final és d'ajudar els lectors a tenir la seva opinió personal.
Pàgina web ː https://ledrenche.ouest-france.fr/ Arxivat 2019-11-03 a Wayback Machine.